# Зографски сборник
Зографският сборник е ръкопис от XIV век, пазен в Зографския манастир под сигнатура II.д.6 (107).
Той е важен паметник на среднобългарската литература.
Ръкописът е създаден през последната четвърт на XIV век в Търново или на Света гора. Съдържа жития и проповеди за църковните празници от 1 септември до 19 януари, включително най-старите преписи от съчинените от патриарх Евтимий Български жития на Света Петка Търновска, на Свети Иван Рилски и на Иларион Мъгленски, както и препис на създаденото от Климент Охридски Похвално слово за Михаил и Гавриил. По страниците му се различават четири отделни почерка, един от които явно принадлежи на поп Герасим, преписал също Евтимиевия служебник и втората част на Бориловия синодик.

## Изследвания
- Иванова, К. Зографският сборник, паметник от края на XIV век. – Известия на Института за български език, 17, 1969, 105 – 147.